# Анновка (Градижская поселковая община)
Анновка (укр. Ганнівка) — село, Градижская поселковая община, Кременчугский район, Полтавская область, Украина.
Код КОАТУУ — 5320655401. Население по переписи 2001 года составляло 168 человек.

## Географическое положение
Село Анновка находится в 4,5 км от левого берега Кременчугского водохранилища и в 2-х км от пгт Градижск.